# ماكس تولوت
ماكس تولوت (بالفرنسية: Max Touloute)‏ ولد 27 افريل 1990 لاعب كرة قدم هايتي لعب آخر مرة مع نادى فلوريدا تروبيكس في دوري كرة القدم.

## حياة مهنية

### الكلية وشبه المهنية
لعب تولت كرة القدم الجامعية لفريق فورت واين ماستودونز بجامعة انديانا و جامعة بوردو فورت واين لمدة أربعة مواسم بين عامي 2008 و2011. في المجموع، شارك تولوت في 67 مباراة، وسجل 32 هدفًا وقدم 14 تمريرة حاسمة للفريق. حصل تولوت على العديد من الأوسمة طوال مسيرته الجامعية، بما في ذلك حصوله على لقب أفضل لاعب هجوم في دوري القمة في عام 2011. أثناء وجوده في الكلية، لعب تولوت أيضًا كرة قدم شبه احترافية لأندية دوري التطويري الممتازميشينغا باكس في عام 2010 وفيرمونت فولتاج في 2011. شارك في سبع مباريات في الدوري لكلا الناديين وسجل هدفًا واحدًا لميشيغان.

## روابط خارجية
- ماكس تولوت  على سكروي
- ماكس تولوت  على سكروي
- Caribbean Football Database profile
- IPFW Mastodons profile